# Marian Sutton
Marian Sutton (Londres, Reino Unido, 7 de octubre de 1963) es una deportista británica retirada, que ganó la maratón de Chicago en dos ediciones consecutivas, las de 1996 y 1997, con unos tiempos de 2:30:41 y 2:29:03, respectivamente. También ganó la maratón de Austin en el año 2002.